# Шипіно (Ленінградська область)
Шипіно (рос. Шипино) — присілок у Лузькому районі Ленінградської області Російської Федерації.
Населення становить 11 осіб. Належить до муніципального утворення Осьминське сільське поселення.

## Історія
Згідно із законом від 28 вересня 2004 року № 65-оз належить до муніципального утворення Осьминське сільське поселення.

## Населення
| 1838 | 1862 | 1928 | 1958 | 1997 | 2007 | 2010 |
| ---- | ---- | ---- | ---- | ---- | ---- | ---- |
| 80   | ↗107 | ↗226 | ↘86  | ↘17  | ↘8   | ↗11  |